# Jean Marie Dongou
Jean Marie Dongou Tsafack (* 20. April 1995 in Douala) ist ein kamerunischer Fußballspieler.

## Karriere
Jean Marie Dongou kam im Jahr 2008 über die Samuel-Eto’o-Stiftung zum FC Barcelona. Die Scouts des FC Barcelona hatten ihn in seiner Heimat Kamerun bei drei Jugendturnieren beobachtet. In der Jugend des FC Barcelona vollbrachte er das Kunststück, in einem Jahr für drei verschiedene Altersklassen zu spielen, wie es Lionel Messi bereits einmal geschafft hatte. Einige Experten verglichen Dongous Talent daraufhin mit dem von Lionel Messi im selben Alter. Die Saison 2010/11 begann Dongou als Spieler der B-Jugend, verzeichnete aber auch Einsätze für die A-Jugend, die am Ende der Saison die Meisterschaft gewann.
In der Saison 2011/12 gehörte er offiziell dem Kader der A-Jugend des FC Barcelona an. Ende Januar 2012 führte er dort die Torschützenliste in der Gruppe 3 der División de Honor an. Zudem nahm er mit der A-Jugend an der erstmals ausgetragenen NextGen Series, einem europäischen U-19-Vereinswettbewerb, teil. Mit seiner Mannschaft erreichte er bei diesem Turnier das Viertelfinale und wurde am Ende mit sieben Treffern Torschützenkönig.
Am 28. Januar 2012 debütierte Dongou im Alter von 16 Jahren für die B-Mannschaft des FC Barcelona. Beim Zweitligaspiel gegen SD Huesca wurde er in der 85. Minute für Rodri eingewechselt. Knapp zwei Monate später erzielte er bei seinem achten Einsatz als Einwechselspieler sein erstes Tor für Barcelona B. Durch diesen Treffer gewann seine Mannschaft mit 2:1 gegen CD Alcoyano.
In der Copa del Rey 2013/14 gab Dongou sein Debüt für die erste Mannschaft und besiegelte mit seinem Tor einen 4:1-Auswärtserfolg über den FC Cartagena. In der UEFA Champions League 2013/14 kam er im abschließenden Gruppenspiel gegen Celtic Glasgow (6:1) zum Einsatz.
Sein erstes Ligaspiel für den FC Barcelona bestritt Dongou am 19. Januar 2014 gegen UD Levante. Das Spiel in Valencia endete 1:1. Für seine Leistungen in der Saison 2013/14 wurde Dongou als bester afrikanischer Spieler der Segunda División ausgezeichnet.
Anfang 2016 wechselte Dongou in die Segunda División zu Real Saragossa.

## Titel und Erfolge
Persönliche Auszeichnungen:
- Bester afrikanischer Spieler der Segunda División: 2013/14